# 1909年のメジャーリーグベースボール
以下は、メジャーリーグベースボール（MLB）における1909年のできごとを記す。1909年4月12日に開幕し10月16日に全日程を終え、ナショナルリーグはピッツバーグ・パイレーツが6年ぶり4度目のリーグ優勝で、アメリカンリーグはデトロイト・タイガースが3年連続3度目のリーグ優勝であった。
ワールドシリーズはピッツバーグ・パイレーツがデトロイト・タイガースを4勝3敗で破り、シリーズを初制覇した。
また個人記録でデトロイト・タイガースのタイ・カッブが三冠王とともにMLB史上唯一の打撃全タイトル制覇を達成している。
1908年のメジャーリーグベースボール - 1909年のメジャーリーグベースボール - 1910年のメジャーリーグベースボール

## できごと
アメリカンリーグは、ヒューイー・ジェニングス監督が指揮するタイガースがタイ・カッブとサム・クロフォードを擁して依然強く、しかもこの年に20勝以上の投手はリーグでわずか3人で、そのうち2人がミュリン(29勝)とウイルバート(22勝)で、タイガースの両エースであった。コニー・マック監督のアスレチックスは善戦したが2位までだった。
一方ナショナルリーグは、前年まで3連覇したシカゴ・カブスとニューヨーク・ジャイアンツがもたつく間にピッツバーグ・パイレーツが5月5日に首位に立って以降、一度も2位以下に落ちることなく、6年ぶりの優勝であった。選手兼監督のフレッド・クラークや新人のドック・ミラー二塁手が活躍したが、やはり主砲のホーナス・ワグナーの存在が大きかった。
ワールドシリーズは、パイレーツとタイガースは勝ったり負けたりで、最終戦まで持ち込まれたが、パイレーツの控え投手であったベーブ・アダムスがこのシリーズで大活躍し、クリスティー・マシューソン以来のシリーズ3勝をあげ、最終戦を完封勝利した。タイガースは最後は力尽き、0－8で敗れ、カッブは打率.222とパイレーツに抑え込まれ、快足も活かせず2盗塁に終わった。
- 4連覇ならなかったシカゴ・カブスのモーデカイ・ブラウンは、この年に最多勝27勝を記録し、投球回数が自己最多の342イニングで、完投32も自己最多でリーグ最多でもあった。

### ホーナス・ワグナーとタイ・カッブ
タイガースのタイ・カッブはこの年に打率.377、本塁打9、打点107、盗塁76を記録し、3年連続の首位打者、打点王、最多安打に加え、本塁打王、盗塁王を獲得。今日でいう三冠王となった。現在に至るまで唯一の打撃全タイトル制覇（当時はタイトルでなかったものを含む）を達成。さらに得点数、塁打数、出塁率、長打率、OPSを含め合計10部門でリーグトップであり、得点以外はMLB全体でもトップとなった。
パイレーツのホーナス・ワグナー遊撃手も4年連続で7回目の首位打者と打点王を獲得し、最高出塁率・長打率1位でもあり、パイレーツの6年ぶりのリーグ優勝に大きく貢献した。そしてワールドシリーズではアメリカンリーグで三冠王となったタイ・カッブ擁するリーグ3連覇中のデトロイト・タイガースとの対戦になり、ナショナルリーグのホーナス・ワグナーとアメリカンリーグのタイ・カッブの対決は大いに注目を集めた。結果はワグナーは24打数8安打で打率.333、6打点、ワールドシリーズ新記録となる6盗塁を記録(第3戦で二盗・三盗・本盗を成功させている)し、パイレーツ初の世界一に大きく貢献した。この年にワグナーの年俸は1万ドルとなったが彼はその後増額を希望しなかったという。

### 規則の改訂
1909年に起きたことでベースボールにとって最も大きな出来事は、ボールの芯がそれまでのゴムからコルクに変わったことである。このためにボールに強い弾力が加わり、ベースボールがこれを契機に守備の競技から打撃の競技に変わり、そして10年後のベーブ・ルースによって野球の黄金時代を到来させるに至ったことである。
- 暴投、もしくはパスボールで打者が一塁に到達した場合、投手または捕手のいずれかにエラーをつけるようになった。
- 第3ストライクでのバント失敗は三振とし、捕手に刺殺を記録するようになった。
- ダブルスチールを試みていずれかの走者がアウトになった場合、二人の走者いずれにも盗塁を記録しないようになった。

### その他
それまでファンサービスの面で改良と進歩が見られた。
- 試合の始まる10分前までに試合の当事者は当日の先発メンバー及びラインナップを審判に提出しなければならない。
- 選手交代を必ず観客に報告する義務を審判員に負わせた。そして選手の交代は審判員に必ず通告した後でなければならず、交代は許可されない。
- この年のワールドシリーズから審判4人制をとるようになった。

## 最終成績

### レギュラーシーズン
| 順 | チーム                           | 勝利 | 敗戦 | 勝率 | G差  |
| -- | -------------------------------- | ---- | ---- | ---- | ---- |
| 1  | デトロイト・タイガース           | 98   | 54   | .645 | --   |
| 2  | フィラデルフィア・アスレチックス | 95   | 58   | .621 | 3.5  |
| 3  | ボストン・レッドソックス         | 88   | 63   | .583 | 9.5  |
| 4  | シカゴ・ホワイトソックス         | 78   | 74   | .513 | 20.0 |
| 5  | ニューヨーク・ハイランダース     | 74   | 77   | .490 | 23.5 |
| 6  | クリーブランド・ナップス         | 71   | 82   | .464 | 27.5 |
| 7  | セントルイス・ブラウンズ         | 61   | 89   | .407 | 36.0 |
| 8  | ワシントン・セネタース           | 42   | 110  | .276 | 56.0 |

| 順 | チーム                       | 勝利 | 敗戦 | 勝率 | G差  |
| -- | ---------------------------- | ---- | ---- | ---- | ---- |
| 1  | ピッツバーグ・パイレーツ     | 110  | 42   | .724 | --   |
| 2  | シカゴ・カブス               | 104  | 49   | .680 | 6.5  |
| 3  | ニューヨーク・ジャイアンツ   | 92   | 61   | .601 | 18.5 |
| 4  | シンシナティ・レッズ         | 77   | 76   | .503 | 33.5 |
| 5  | フィラデルフィア・フィリーズ | 74   | 79   | .484 | 36.5 |
| 6  | ブルックリン・スーパーバス   | 55   | 98   | .359 | 55.5 |
| 7  | セントルイス・カージナルス   | 54   | 98   | .355 | 56.0 |
| 8  | ボストン・ダブズ             | 45   | 108  | .294 | 65.5 |

### ワールドシリーズ
- パイレーツ 4 - 3 タイガース

| 10/ 8 – | タイガース | 1 | - | 4 |  | パイレーツ |
| 10/ 9 – | タイガース | 7 | - | 2 |  | パイレーツ |
| 10/10 – | パイレーツ | 8 | - | 6 |  | タイガース |
| 10/11 – | パイレーツ | 0 | - | 5 |  | タイガース |
| 10/12 – | タイガース | 4 | - | 8 |  | パイレーツ |
| 10/13 – | パイレーツ | 4 | - | 5 |  | タイガース |
| 10/16 – | パイレーツ | 8 | - | 0 |  | タイガース |

## 個人タイトル

### アメリカンリーグ
| 項目   | 選手               | 記録 |
| ------ | ------------------ | ---- |
| 打率   | タイ・カッブ (DET) | .377 |
| 本塁打 | タイ・カッブ (DET) | 9    |
| 打点   | タイ・カッブ (DET) | 107  |
| 得点   | タイ・カッブ (DET) | 116  |
| 安打   | タイ・カッブ (DET) | 216  |
| 盗塁   | タイ・カッブ (DET) | 76   |

| 項目   | 選手                         | 記録 |
| ------ | ---------------------------- | ---- |
| 勝利   | ジョージ・マリン (DET)       | 29   |
| 敗戦   | ボブ・グルーム (WS1)         | 26   |
| 防御率 | ハリー・クラウス (PHA)       | 1.39 |
| 奪三振 | フランク・スミス (CWS)       | 177  |
| 投球回 | フランク・スミス (CWS)       | 365  |
| セーブ | フランク・アーレインズ (BOS) | 8    |

### ナショナルリーグ
| 項目   | 選手                     | 記録 |
| ------ | ------------------------ | ---- |
| 打率   | ホーナス・ワグナー (PIT) | .339 |
| 本塁打 | レッド・マレー (NYG)     | 7    |
| 打点   | ホーナス・ワグナー (PIT) | 100  |
| 得点   | トミー・リーチ (PIT)     | 126  |
| 安打   | ラリー・ドイル (NYG)     | 172  |
| 盗塁   | ボブ・ベッシャー (CIN)   | 54   |

| 項目   | 選手                           | 記録 |
| ------ | ------------------------------ | ---- |
| 勝利   | モーデカイ・ブラウン (CHC)     | 27   |
| 敗戦   | ジョージ・ファーガソン (BSN)   | 23   |
| 防御率 | クリスティ・マシューソン (NYG) | 1.14 |
| 奪三振 | オーバル・オーバラル (CHC)     | 205  |
| 投球回 | モーデカイ・ブラウン (CHC)     | 342⅔ |
| セーブ | モーデカイ・ブラウン (CHC)     | 7    |